# Schloss Ambleville
Das Schloss in Ambleville, einer Gemeinde im Département Val-d’Oise in der französischen Region Île-de-France, wurde Anfang des 16. Jahrhunderts errichtet. Seit 1926 steht das Schloss als Monument historique auf der Liste der Baudenkmäler in Frankreich. Es liegt rund 65 Kilometer nordwestlich von Paris.

## Geschichte und Beschreibung
Das Schloss wurde Anfang des 16. Jahrhunderts an der Stelle einer Festung (seit dem 11. Jahrhundert nachgewiesen) errichtet, die die Grenze zur Normandie verteidigte. Der Architekt Jean Grappin schuf diesen Bau für Louis de Mornay.
Im 18. Jahrhundert wurde das Schloss im Stil des Klassizismus umgebaut. 1893 kaufte es der reiche Kunsthändler Charles Sedelmeyer und ließ es mit großem Aufwand restaurieren.
Hinter dem Schloss ließ die Marquise de Villefranche, die neue Besitzerin, ab 1928 einen terrassenartigen Park, der heute zu den Jardin remarquable zählt, nach italienischem Vorbild anlegen.

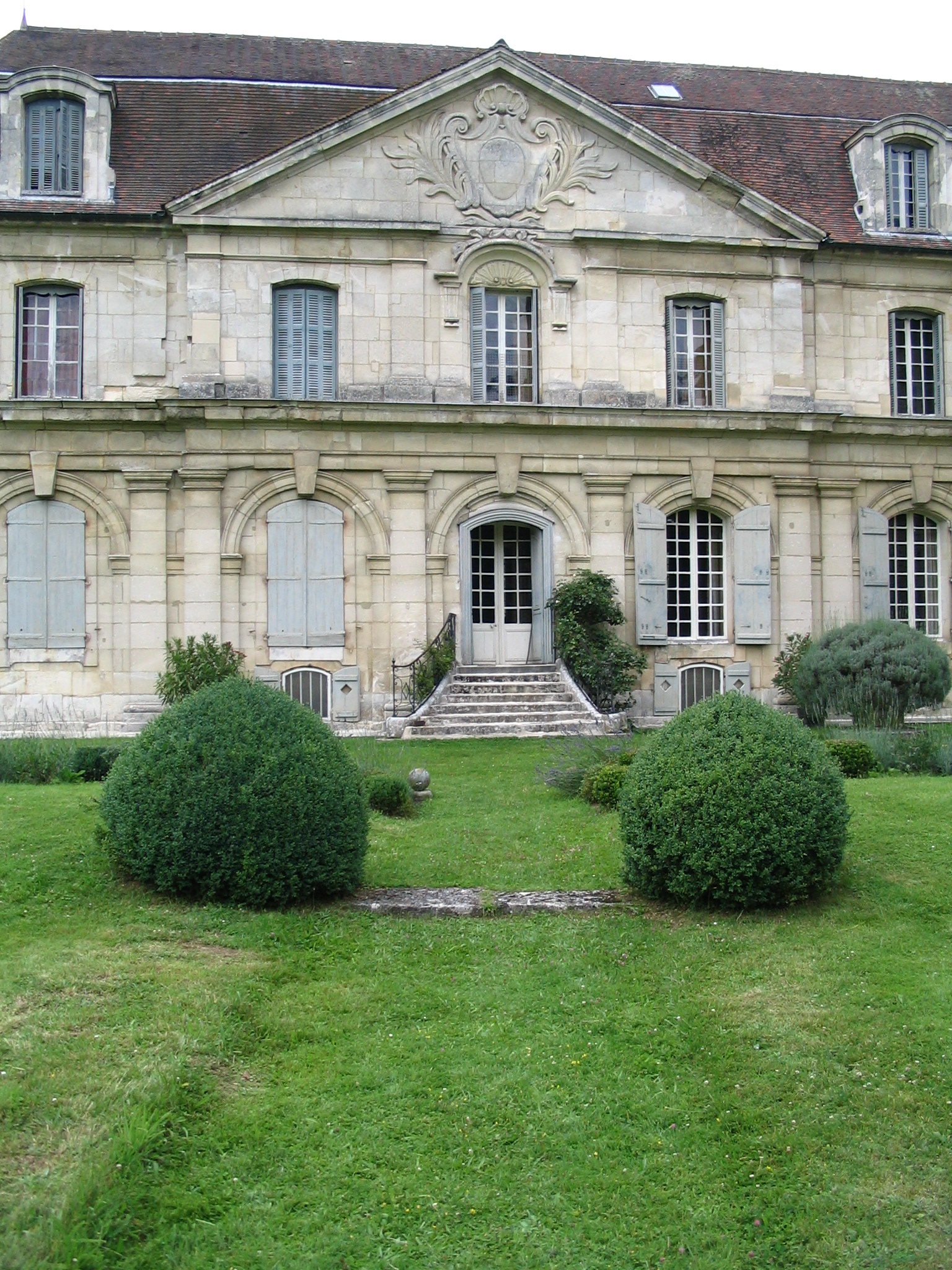
Schloss in Ambleville, Parkseite
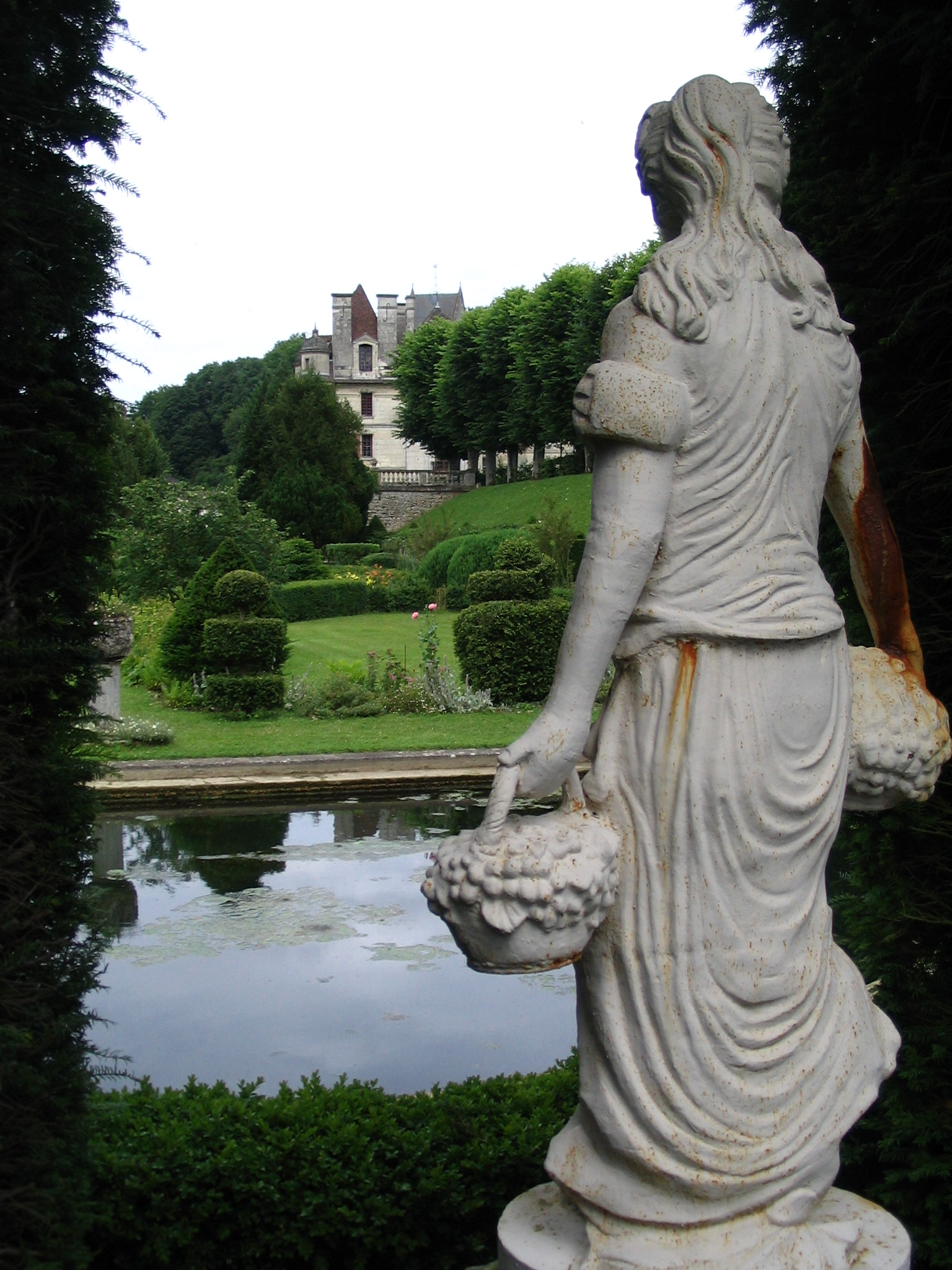
Blick vom Schloss auf den italienischen Garten